# Bytów

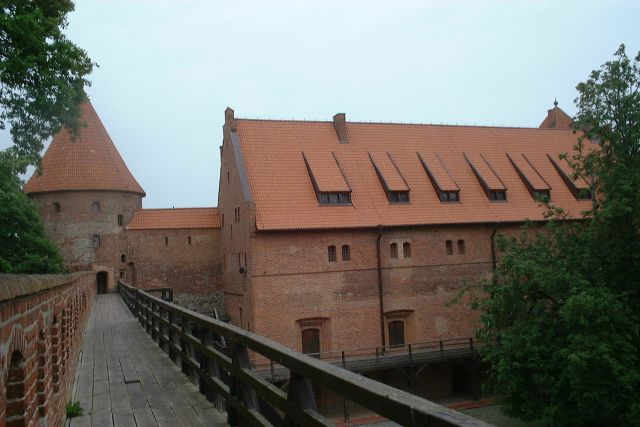
Castillo en Bytów.

Bytów es una ciudad de Polonia localizada en la parte norte del país. Bytów es la capital del condado de Bytów, dentro del voivodato de Pomerania, y en ella habitan 16 934 habitantes (2004).